# Falanga Afrykańska
Falanga Afrykańska (fr. Phalange Africaine) – francuska kolaborancka jednostka wojskowa w Afryce północnej w służbie Niemiec podczas II wojny światowej.

## Historia
W II poł. listopada 1942 r. w kręgach rządowych Francji Vichy pojawiła się idea utworzenia ochotniczej jednostki wojskowej złożonej z Francuzów jako odpowiedź na lądowanie aliantów we francuskim Maroku i Algierii (operacja „Torch”). Pomysł został poparty przez ambasadora III Rzeszy w okupowanej części Francji, Ottona Abetza. W grudniu 1942 r. zaaprobowały go władze niemieckie.
Francuzi zamierzali utworzyć 18-tysięczny tzw. Légion Impériale pod francuskim dowództwem i sztandarami, mający walczyć u boku wojsk niemiecko-włoskich. Miał on składać się z dwóch brygad i jednej półbrygady. W styczniu 1943 r. zwerbowano jedynie 330 ochotników, w większości członków faszystowskiej Francuskiej Partii Ludowej i Service d'Ordre Legionnaire, którzy zostali nazwani Falangą Afrykańską. Przeszli oni szkolenie wojskowe w obozie Bordj-Ceda. Ostatecznie pozostało 210 ludzi pod dowództwem ppłk. Pierre’a Simona Cristofini. Jego zastępcą był mjr Henri Curnier. W marcu 1943 r. zakończyło się szkolenie wojskowe, po czym złożono przysięgę na wierność marszałkowi Philippe'owi Pétainowi.
Po przybyciu do Tunezji w połowie kwietnia 1943 r., zostali rozmieszczeni w rejonie Medjez-El-Bab. Dołączyło do nich ok. 130-150 Arabów z Algierii. Dowództwo sprawował mjr H. Curnier. Oddział był uzbrojony w broń niemiecką i francuską. Jego żołnierze nosili kolonialne mundury francuskie i płaszcze wojskowe Afrika Korps z niemieckimi hełmami, na których była z prawej strony namalowana francuska flaga na białym tle. Na rękawach munduru nosili czarną opaskę z napisem Phalange Africaine.
Falanga została przekształcona w zmotoryzowaną kompanię piechoty i przydzielona do 2 batalionu 754 Zmotoryzowanego Pułku Piechoty 334 Dywizji Piechoty, wchodzącej w skład 5 Armii gen. Jürgena von Arnima. Nieformalną nazwą kompanii był Legion Ochotników Francuskich w Tunezji (Légion des Volontaires Française de Tunisie) lub Kompania „Frankofonia”. Dzieliła się ona na trzy plutony strzeleckie (uzbrojone w 6 lekkich karabinów maszynowych każdy), pluton broni ciężkiej (3 ciężkie karabiny maszynowe Hotchkiss, 2 moździerze 60 mm, 3 działka przeciwpancerne) i plutonu gospodarczego.
Wkrótce rozpoczęła się generalna ofensywa sił alianckich w tym rejonie. Przeciwko Francuzom występowały oddziały brytyjskiej 78 Dywizji Piechoty z 8 Armii. Pozycje obronne zajmowane przez żołnierzy francuskich zostały zniszczone ogniem artyleryjskim i czołgowym; w ciągu godziny poległa połowa stanu jednostki. Pojawiły się też przypadki dezercji. W nocy z 16 na 17 kwietnia doszło do pierwszego zwycięskiego starcia bojowego patrolu francuskiego z patrolem brytyjskim. W celach propagandowych 3 Francuzów zostało odznaczonych Żelaznym Krzyżem przez płk. Webera, dowódcę 334 DP. Ciężkie walki trwały do końca kwietnia, po czym resztki kompanii wycofały się do Tunisu. Ogółem Żelazne Krzyże otrzymali 1 oficer, 3 podoficerów i 1 szeregowy.
Po zajęciu miasta przez aliantów 7 maja 1943 r., większość żołnierzy kompanii została aresztowana przez siły gaullistowskie. Kilkunastu natychmiast rozstrzelano po wyrokach kary śmierci wydanych przez trybunał wojskowy, a reszta otrzymała później wyroki wieloletniego więzienia. Podpułkownik P. R. Cristofini, który był chory, został rozstrzelany już 3 maja. Natomiast ok. 40 Francuzów, którzy poddali się wojskom anglo-amerykańskim, zostało wcielonych do sił Wolnych Francuzów i walczyli od tej pory przeciwko Niemcom.